# 790 Pretoria
790 Pretoria
790 Pretoria là một tiểu hành tinh ở vành đai chính, thuộc nhóm tiểu hành tinh Cybele. Nó được H. E. Wood phát hiện ngày 16.01.1912 ở Johannesburg (Nam Phi), và được đặt theo tên thành phố Pretoria của Nam Phi.